# Потребительский бюджет
Потребительский бюджет — структура доходов и расходов за определённый период времени для домохозяйства в денежной форме.

## Определение
Согласно БРЭ потребительский бюджет — это стоимостной показатель объёма и структуры доходов и расходов за определённый период времени для домохозяйства; интегральный социальный норматив потребления населением товаров и услуг, характеризующей сложившийся уровень жизни различных социальных групп.

## Структура потребительского бюджета
Потребительский бюджет бывает следующих видов:
- личный бюджет, когда бюджет рассчитывается на одного человека;
- семейный бюджет, когда рассчитывается на семью разного состава:

- бюджет конкретной семьи — это таблицы соотнесения подсчитанных расходов и доходов за определённый период;
- бюджет среднестатистической семьи — это потребительская корзина, стоимость доходов и расходов среднестатистической семьи по стране.

Доходы потребительского бюджета тратятся на потребление и сбережения:
- потребительские расходы (питание; одежду, бельё, обувь; предметы санитарии, гигиены, лекарства; мебель, посуду, товары длительного пользования; жилище и коммунальные услуги; культурно-просветительные мероприятия и отдых; бытовые услуги; транспорт; связь и т. п.);
- расходы, не связанные с потреблением (налоги и сборы, платежи по страхованию, взносы в общественные организации, денежные переводы, подарки и прочие);
- сбережения (покупка ценных бумаг, облигаций, банковские вклады, инвестиции, затраты на покупку иностранной валюты и ценных бумаг, суммы, помещённые на банковские счета).

## Виды потребительского бюджета
Потребительский бюджет может характеризоваться по следующим признакам:
- по степени удовлетворения материальных и нематериальных потребностей (выступают в качестве социально-экономических индикаторами жизни населения):

- бюджет прожиточного минимума (определяется из общественно признанных на исследуемом этапе состава и размеров потребления и рассчитывается на использование только в ограниченные сроки — период кризисного существования экономики);
- минимальный потребительский бюджет (расчётная и характеризует стоимостную оценку благ и услуг более высокого по сравнению с прожиточным минимумом уровня — обеспечивается нормальное воспроизводство рабочей силы для работающих и жизнедеятельность для нетрудоспособных);
- потребительский бюджет высокого достатка (рассчитан на расширенное воспроизводство и достаточное удовлетворение потребностей человека).

- по структуре доходов и расходов:

- реальный потребительский бюджет (определяется по фактическим доходам и расходам с помощью выборочных обследований среди части населения, используя специальные формулы данные о доходах и расходах этой части распространяются на всё население);
- рациональный потребительский бюджет (расходы берутся исходя из научно обоснованных представлений о потреблении тех или иных товаров и рациональных норм их потребления, определяются отклонения реального потребления от научно обоснованного, используется при составлении социально-экономических программ и прогнозов).
- бюджет Геллера (рассчитывается на среднестатистическую городскую семью (муж, жена, два ребёнка-подростка), характеризующий «общепринятый уровень жизни», основанный на наборе тех стандартных товаров и услуг, которые общественное мнение считает в данное время необходимыми для здоровой и достаточно комфортной жизни (обычно существенно превышает средний уровень потребления страны)).

Система потребительских бюджетов позволяет:
- объективно оценить уровень жизни населения;
- обосновать государственную политику распределительных отношений;
- проанализировать социальную дифференциацию в обществе;
- стать базой для адресной социальной политики и ориентиром для регулирования доходов и потребления малообеспеченных семей.

## Методы формирования потребительского бюджета
Методы формирования потребительского бюджета:
- нормативный (рассчитывается по нормативам потребления отдельных товаров и услуг по их фактической стоимости);
- статистический (устанавливается на уровне доходов, которыми располагают определённые слои населения страны);
- комбинированный (часть статей (расходы на питание) устанавливаются по нормативам потребления, а остальные статьи — статистическим методом);
- субъективный (устанавливается через опрос общественности или экспертных заключений о необходимом уровне соответствующего бюджета);
- ресурсный (устанавливается на уровне минимального потребительского бюджета или бюджета прожиточного минимума).

## Потребительский бюджет в Российской Федерации
В России выборочное обследование бюджетов домохозяйств, как метод государственного статистического наблюдения за уровнем жизни населения, проводится органами государственной статистики в соответствии с федеральной программой статистических работ, ежегодно утверждаемой Госкомстатом по согласованию с Правительством РФ. По методологии Госкомстата РФ при расчёте доходов домашних хозяйств учитываются все источники, полученные семьёй в денежной форме (оплата труда, социальные трансферты, доходы от собственности и предпринимательской деятельности и др.) и в натуральной форме (стоимость продуктов и товаров, дотаций и льгот, поощрений товарами от предприятий и др.).